# 小行星3144
小行星3144（3144 Brosche）是一颗绕太阳运转的小行星，为主小行星带小行星。该小行星于1931年10月10日发现。
該小行星以德國天文學家彼得·布羅舍（Peter Brosche）命名。

## 轨道参数
小行星3144的轨道半长轴为2.2256733 UA，离心率为0.210。